# Matteo Boniciolli
 Matteo Boniciolli  (* 18. April 1962 in Triest) ist ein italienischer Basketballtrainer. Zurzeit ist er Trainer des kasachischen Clubs BK Astana, der in der VTB United League spielt.

## Karriere
Seine erste Station als Cheftrainer war 1999 Snaidero Udine in der italienischen Serie A2. Mit Udine stieg er in der ersten Saison in die Serie A2 auf. In seiner Aufstiegssaison erreichte er sofort die Play-offs und erreichte dort das Halbfinale. Anschließend wechselte er zu Fortitudo Bologna und erreichte in der Saison 2001/02 das Finale der italienischen Meisterschaft, das gegen Benetton Treviso verloren wurde. Nach einem schlechten Beginn der Saison 2002/03 wurde er in Bologna entlassen. Nach einer Zwischensaison in Belgien, wo er mit Ostende unter den ersten vier landete, kehrte er zu Beginn der Saison 2005/06 nach Italien zurück. Mit Air Avellino gewann er 2008 mit dem italienischen Pokal seinen ersten Titel. Im gleichen Jahr wurde er zum besten Trainer der italienischen Serie A gewählt. In der nächsten Saison wechselte er zu Virtus Bologna und gewann mit seiner Mannschaft die Eurochallenge 2008/2009. Nach diesem Erfolg wechselte er zu Virtus Roma, mit dem er unter anderem an der Euroleague teilnahm. Nach dem Ende seines Vertrages 2011 unterschrieb er beim kasachischen Vorzeigeklub BK Astana. Mit seinem kasachischen Klub gewann er von 2011 bis 2013 drei Mal in Folge den Pokal, 2012 und 2013 die Meisterschaft und erreichte in der Saison 2012/13 das Play-off-Viertelfinale in der VTB  United League. Im Mai 2013 wurde bekannt, dass Boniciolli neben Astana die kasachische Nationalmannschaft trainieren wird.

## Erfolge
- Sieger der Eurochallenge: 2009.
- Italienischer Pokalsieger: 2008.
- Kasachischer Meister: 2012, 2013.
- Kasachischer Pokalsieger: 2011, 2012, 2013.